# Karl von Graffen
Karl von Graffen (6 juin 1893 à Plön et mort le 1er novembre 1964 à Grödersby), est un Generalleutnant allemand au sein de la Heer dans la Wehrmacht pendant la Seconde Guerre mondiale.
Il a été récipiendaire de la Croix de chevalier de la Croix de fer. Cette décoration est attribuée en reconnaissance d'un acte d'une extrême bravoure ou d'un succès de commandement important du point de vue militaire.

## Biographie
Karl est issu de la vieille famille noble von Graffen (de). Il rejoint le 3 avril 1911 le 60e régiment d'artillerie de campagne à Schwerin en tant qu'aspirant issu du corps des cadets. Après un commandement à l'école de guerre de Neisse, il est promu lieutenant le 18 août 1912. À partir du 1er mai 1914, Graffen est commandé à l'école de gymnastique militaire et, lorsque la Première Guerre mondiale éclate, il est transféré au 45e régiment d'artillerie de campagne.
Karl von Graffen est fait prisonnier en mai 1945 par les troupes britanniques et reste en captivité jusqu'en mars 1948.

## Décorations
- Croix de fer (1914)
  - 2e Classe
  - 1re Classe
- Croix hanséatique de Hambourg
- Croix d'honneur
- Agrafe de la Croix de fer (1939)
  - 2e Classe
  - 1re Classe
- Médaille du Front de l'Est
- Croix allemande en Or (24 décembre 1941)
- Croix de chevalier de la Croix de fer
  - Croix de chevalier le 13 août 1942 en tant que Generalmajor et commandant de la 58. Infanterie-Division[1]